# Разрядка смехом
«Разрядка смехом» (англ. Comic Relief) — английская благотворительная организация, основанная в 1985 году комедийным сценаристом Ричардом Кёртисом для оказания помощи людям, страдающим от голода в Эфиопии. В настоящее время организация оказывает материальную поддержку африканским странам, а также помогает бедствующим людям в Великобритании. «Разрядка смехом» впервые заявила о себе на Рождество 1985 года, когда её представители вышли в эфир телеканала BBC One из лагеря для беженцев в Судане. Идея создания организации была высказана автором многих английских благотворительных проектов Джейн Тьюсон. Вдохновлением ей послужил успех первых четырёх серий шоу «Secret Policeman’s Balls», снятого для правозащитной организации Международная амнистия (1976—1981). Первоначальный денежный фонд «Разрядки смехом» был накоплен за счёт комедийных постановок в лондонском театре Shaftesbury Theatre. Позже фонд стал пополняться за счёт проведения «Дня красного носа».
Одним из фундаментальных принципов работы «Разрядки смехом» является «Принцип золотого фунта» (англ. «Golden Pound Principle»), согласно которому каждый потраченный фунт идёт на благотворительные цели. Сопутствующие затраты, например выплату зарплат, берут на себя спонсоры, в то время как все вырученные деньги поступают в фонд проекта.
Основными организациями, оказывающими проекту поддержку, являются BBC и Sainsbury’s. BBC проводит специальные телетрансляции в «День красного носа», а Sainsbury’s способствует распространению и продаже различных сопровождающих товаров.

## «День красного носа»
«День красного носа» (англ. Red Nose Day) — основной способ пополнения благотворительного фонда «Разрядка смехом». Фактически, это весенний праздник юмора, проводящийся в Великобритании раз в 2 года. Торжественные мероприятия начинаются вечером и продолжаются всю ночь. Чтобы выразить свою поддержку обездоленным, британцы покупают миллионы красных клоунских носов, и по всей стране проходят тысячи благотворительных акций.
Первый «День Красного Носа» был устроен 5 февраля 1988 года. Тогда удалось выручить £15 000 000. Проведение телевизионных акций и шоу взяли на себя такие известные британские телеведущие, как Ленни Генри, Гриф Рис Джонс и Джонатан Росс. С тех пор собрано порядка £300 000 000 благотворительных пожертвований.
Подобие «Дня красного носа» есть и в других странах. Например, в Новой Зеландии в 1990 году удалось собрать крупную сумму пожертвований за счёт продажи оригинальных «носов», которые надевались на автомобильные решётки.
Уже с утра «Дня красного носа» в Великобритании на детском BBC транслируются специальные сообщения, призывающие пополнить фонд «Разрядки смехом». До 18:00 (по Гринвичскому времени) они идут вперемежку с плановыми программами, но после весь эфир занимают прямые трансляции благотворительных концертов и шоу, в которых участвуют известные комики и другие знаменитости. Практически все телепередачи носят юмористический характер. В них пародируются недавно вышедшие фильмы, разыгрываются сценки по мотивам недавно произошедших событий. Также по телевидению показываются кинокомедии. Расходы по обслуживанию съёмок берёт на себя BBC, а приглашённые звёзды выступают абсолютно бесплатно.
Одним из регулярных участников фильмов и шоу, транслируемых в «День красного носа», является знаменитый британский актёр Роуэн Аткинсон. Первый раз он появился в комедийном фильме «Чёрная Гадюка: годы роялистов» в роли Эдмунда Блэкэддера.

## Основные события «Дня красного носа»

### 1999 год
Премьера пародии на британский научно-фантастический сериал «Доктор Кто» — «Доктор Кто и проклятие неизбежной смерти». Роль Доктора Кто исполнил Роуэн Аткинсон.

### 2001 год
Пополнение благотворительного фонда на £61 000 140. Продано 5,8 миллиона красных носов (их обладателями стали примерно 10 % граждан Великобритании).
Английский актёр Джек Ди стал победителем реалити-шоу Celebrity Big Brother. «День красного носа» в этом году стал единственным днём в период с 1993 по 2002 годы, в который в Великобритании не было зафиксировано ни одного самоубийства.

### 2003 год
В этот год «День красного носа» проводился 14 марта. Одним из оригинальных способов пополнения благотворительного фонда была замена постоянного голоса службы точного времени (актёра Брайана Кобби) на голос телеведущего Ленни Генри в период с 10 по 23 марта 2003 года. Только за одну праздничную ночь удалось собрать пожертвований на £35 000 000. Общий сбор составил £61 477 539, что явилось новым рекордом.
Пародируя американского иллюзиониста Дэвида Блейна, Джек Ди продолжительное время простоял на верхушке столба.
Внимание большого количества телезрителей привлекла пародия на фильм «Гарри Поттер и тайная комната» — «Гарри Поттер и секретный ночной горшок из Азербайджана» (англ. Harry Potter and the Secret Chamberpot of Azerbaijan).
Основные телемероприятия «Дня красного носа» в этот год вели:
- Джонатан Росс[англ.]
- Ленни Генри
- Энтони МакПатлин
- Деклан Доннелли
- Вик Ривз (англ. Вик Ривз[англ.])
- Боб Мортимер[англ.]
- Грэм Нортон

### 2005 год
В этот год «День красного носа» был устроен 11 марта. Основные телемероприятия вели:
- Крис Эванс[англ.]
- Ленни Генри
- Давина Макколл
- Грэм Нортон
- Дермот О’Лири[англ.]
- Джонатан Росс

Большую поддержку получила кампания Make Poverty History. Многие видеоролики, сделанные для MPH (в частности, видео, записанное ирландским музыкантом Боно, а также фильмы Нельсона Манделы), транслировались вечером. К ноябрю 2005 года было собрано порядка £63 000 000 благотворительных пожертвований.
Как обычно, по телевидению транслировалось множество развлекательных программ. Звёзды, приглашённые в шоу телеканала BBC Fame Academy, исполняли кавер-версии известных песен. Другие транслировавшиеся телепередачи:
- «Маленькая Британия»
- «Моя семья»
- «Викарий из Дибли»
- «Зелёное крыло»
- «Расследование ведёт Хетти Веинсропп»[англ.]

Также была показана пародия на «Человека Паука» — «Человек-паучник» (роль Человека-паучника исполнил Роуэн Аткинсон).
Хронология сбора пожертвований:
- 19:30 — около £2 000 000,
- 20:30 — около £7 000 000,
- 21:30 — около £18 000 000,
- 22:00 — около £22 000 000,
- 23:30 — £30 503 394,
- 00:45 — £35 325 862,
- 02:00 — £37 809 564.

### 2007 год
Очередной «День красного носа» был устроен 16 марта 2007 года. Он прошёл под лозунгом «Величайший». К участию в благотворительности были привлечены компании Sainsbury’s, Walkers, Kleenex и Andrex.
В праздничную ночь был показан новый выпуск комедийного сериала «Викарий из Дибли». Также планировался показ «Комедийных вопросов» (англ. A Question of Comedy), комической викторины в формате «Спортивных вопросов» с ведущим Джеком Ди, капитанами команд Френком Скиннером, Дарой О’Бриэн, Мистером Бином и специально приглашёнными гостями (в частности, Джейд Гудди). Однако в свете событий шоу Celebrity Big Brother, связанных с расизмом, запись оказалась неактуальна, и продюсеры BBC отказались от её трансляции.
Как всегда, «День красного носа» сопровождался многочисленными благотворительными акциями.
- Всё началось в пятницу, 9 марта. BBC Radio 1 во время утреннего эфира объявило о начале тура, озаглавленного The Chris Moyles Rallyoke. Тур включал в себя семь караоке-ночей, проведенных в самых известных местах Англии. Гвоздём программы стало присутствие членов правительства, знаменитостей и музыкантов. Радио 1 периодически сообщало об их путешествии и сборе пожертвований по лотерейным билетам для «Дня красного носа» и о пополнении грузовика с разнообразными пожертвованиями во время праздника. Собранные в течение всех мероприятий деньги и прибыль от концертов и розыгрышей пошли в фонд «Разрядки смехом» и составили £600 000[7].
- Телевизионная часть включала в себя показ третьей серии шоу Fame Academy и праздничного выпуска Apprentice, озаглавленного «Comic Relief Does The Apprentice»[англ.]. Также специально для «Дня красного носа» была создана необычная «смесь» из шоу «Top of the Pops» и Top Gear, названная Top Gear of the Pops. Ведущие Top Gear Джереми Кларксон, Ричард Хаммонд и Джеймс Мэй пели с Джастином Хокинсом[англ.], что позабавило многих телезрителей.
- Благотворительная «копилка» пополнилась отчасти за счёт продажи сопутствующих товаров: красных клоунских носов, лёгких закусок Walkers[англ.] с изображением щеночка с красным носом на упаковке, DVD-дисков с записью программы «Маленькая Британия Лайф», а также лицензионных записей официального сингла «Дня красного носа 2007», исполненного Крисом Элаудом Girls Aloud совместно с Sugababes.
- В последнем эпизоде «Викария из Дибли» участвовали многие британские знаменитости, в частности рок-музыкант Стинг.
- В шоу «Маленькая Британия Лайф» засветились такие знаменитости как Крис Мойлс[англ.], Джонатан Росс, Кейт Мосс и Рассел Брэнд. Кейт Мосс, к примеру, сыграла чава, а Рассел Брэнд исполнил роль трансвестита.
- Несколько забавных скетч-сценок разыграли актриса Кэтрин Тейт) и актёр Дэвид Теннант). Теннант изображал школьного учителя, а Тейт — болтливую девушку Лорен Купер[англ.], пытающуюся получить работу в резиденции Премьер-министра Тони Блэра (при этом она не раз использовала свою коронную фразу Am I Bovvered?, что переводится на русский язык примерно как «Меня это бевпокоит?»[8]). Также Кэтрин Тейт изобразила ворчливую старушку Нэн, участвующую в телевикторине Deal or No Deal.
- Дополнительные пожертвования принёс сингл Питера Кея[англ.] и Мэтта Лукаса «Я буду катить 500 миль» (англ. I would roll five hundred miles), представляющий собой кавер-версию хита I’m Gonna Be[англ.] группы The Proclaimers. Кей и Лукас сыграли мужчин, прикованных к инвалидному креслу в телешоу «Маленькая Британия», отсюда соответствующее изменение в названии сингла (слова Gonna Be изменены на слово would roll).
- 25 марта в Лондоне состоялся премьерный показ нового фильма с участием Роуэна Аткинсона — «Мистер Бин на отдыхе». Все деньги, полученные от продажи билетов, пошли в фонд «Разрядки смехом»[9].

Хронология сбора пожертвований:
- 19:25 — £2 256 037,
- 20.19 — £7 430 542 (£2 000 136 пожертвовала компания TK Maxx),
- 21.09 — £15 139 826 (£1 001 219 пожертвовала компания Walkers),
- 21.48 — £22 148 068 (£7 008 242 пожертвовала компания Sainsbury’s),
- 21.54 — £26 820 554,
- 23.30 — £27 420 554 (£600 000 пожертвовала компания BBC Radio 1),
- 23.31 — £27 771 803 (£351 249 пожертвовала компания Müller),
- 23.52 — £34 269 843,
- 00.39 — £34 346 177 (£76 334 пожертвовала компания Andrex),
- 01.35 — £38 157 240,
- 03.03 — £40 236 142.

## Продажа сопутствующих товаров
Благотворительный фонд «Разрядки смехом» пополняется отчасти за счёт продаж различных товаров, в частности футболок и компьютерных игр. Например, в 1993 году была специально разработана компьютерная игра «Лунатик». Её озвучили Ленни Генри и Гарри Энфилд. В игре было несколько намёков на «Разрядку смехом» и томаты — тему «Дня красного носа» 1993 года.

### Красный нос
Одним из символов «Разрядки смехом» является красный клоунский нос. Накануне праздника «красного носа» его можно купить во многих супермаркетах Англии. Деньги, полученные от продажи красных носов, идут в благотворительный фонд. Каждый год форма носа меняется. Специально разработаны большие носы, которые можно прикрепить на машину или даже на дом.

### Хронология носов
| Год  | Тип носа                              |
| ---- | ------------------------------------- |
| 1988 | Простой красный нос                   |
| 1989 | Нос со смеющимся личиком              |
| 1991 | Нос с ручками                         |
| 1993 | Нос-помидор                           |
| 1995 | Нос, изменяющий цвет                  |
| 1997 | Пушистый нос                          |
| 1999 | Нос с пищалкой                        |
| 2001 | Нос с язычком                         |
| 2003 | Нос с причёской из красных волос      |
| 2005 | Нос с причёской из разноцветных волос |
| 2007 | Большой нос                           |

## Синглы «Разрядки смехом»
В апреле 1986 года был записан первый сингл «Разрядки смехом». Он назывался «Живая кукла» (англ. Living Doll) и был исполнен певцом Клиффом Ричардом совместно с актёрами сериала The Young Ones.
Часть денег, полученных от продажи записей каждого сингла, идёт в благотворительный фонд «Разрядки смехом». Обычно песня выпускается накануне «Дня красного носа». Однако существуют и исключения: сингл «Я хочу быть Избранным» (англ. (I want to be) Elected) был выпущен к генеральным выборам в парламент Великобритании 1992 года. До 1995 года все песни были юмористическими. Их исполняли известные певцы или группы совместно с комедийными актёрами. С 1995 года песни и клипы, снятые на них, стали более серьёзными, хотя в них всё же включали различные смешные моменты.
В следующей таблице приводятся ссылки только на существующие русскоязычные статьи.
| Дата выхода   | Название сингла                     | Исполнители                                                              | Наивысшее положение в британском сингл-чарте |
| ------------- | ----------------------------------- | ------------------------------------------------------------------------ | -------------------------------------------- |
| Апрель 1986   | «Living Doll»                       | Клифф Ричард и актёры телесериала «The Young Ones»                       | № 1                                          |
| Декабрь 1987  | «Rockin' Around The Christmas Tree» | Mel & Kim (Мел Смит и Ким Уайлд)                                         | № 4                                          |
| Февраль 1989  | «Help!»                             | Bananarama & Lananeeneenoonoo (French and Saunders вместе с Кэти Бёрк)   | № 2                                          |
| Март 1991     | «The Stonk»                         | Hale and Pace (в записи участвовали гитаристы Дэвид Гилмор и Брайан Мэй) | № 1                                          |
| Апрель 1992   | «(I want to be) Elected»            | Smear Campaign (Брюс Дикинсон, Роуэн Аткинсон, Angus Deayton)            | № 9                                          |
| Февраль 1993  | «Stick It Out»                      | Right Said Fred                                                          | № 4                                          |
| Май 1994      | «Absolutely Fabulous»               | Absolutely Fabulous (Pet Shop Boys, Дженнифер Сондерс, Джоанна Ламли)    | № 6                                          |
| Март 1995     | «Love Can Build a Bridge»           | Шер, Крисси Хайнд, Нене Черри и Эрик Клэптон                             | № 1                                          |
| 3 марта 1997  | «Mama/Who Do You Think You Are»     | Spice Girls                                                              | № 1                                          |
| Март 1999     | «When The Going Gets Tough»         | Boyzone                                                                  | № 1                                          |
| Март 2001     | «Uptown Girl»                       | Westlife                                                                 | № 1                                          |
| Март 2003     | «Spirit in the Sky»                 | Гарет Гейтс и Кумары                                                     | № 1                                          |
| 7 марта 2005  | «All About You/You’ve Got a Friend» | McFly                                                                    | № 1                                          |
| 14 марта 2005 | «Is This the Way to Amarillo» †     | Тони Кристи и Питер Кэй                                                  | № 1                                          |
| 12 марта 2007 | «Walk This Way»                     | Girls Aloud совместно с Sugababes                                        | № 1                                          |
| 19 марта 2007 | «I’m Gonna Be (500 Miles)»          | The Proclaimers, Brian Potter и Andy Pipkin                              | № 1                                          |
| 2 марта 2009  | «Just Can’t Get Enough»             | The Saturdays                                                            | № 2                                          |
| 8 марта 2009  | «Barry Islands in the Stream»       | Рут Джонс и Роб Брайдон совместно с Томом Джонсом и Робином Гиббом       | № 1                                          |
| 13 марта 2011 | «Gold Forever»                      | The Wanted                                                               | № 3                                          |
| 13 марта 2011 | «I Know Him So Well»                | Сьюзан Бойл и Geraldine McQueen                                          | № 11                                         |
| март 2013     | «One Way or Another»                | One Direction                                                            | № 1                                          |

† Песня «Is This the Way to Amarillo» была написана не для «Разрядки смехом», хотя часть доходов от продажи аудиозаписей пошла в благотворительный фонд организации. В течение 7 недель сингл «Is This the Way to Amarillo» удерживал первую позицию британского сингл-чарта. В первую неделю его продажи превысили продажи остальных 19 песен чарта.

## Критика
5 октября 2004 года компания Burma Campaign UK раскритиковала «Разрядку смехом» за её объединение с кампанией DHL. Глава Burma Джон Джексон заявил, что объединившиеся организации помогали военным жертвам в Руанде, в то же время способствуя укреплению милитаристского режима в Бирме (Мьянме).
В марте 2005 года религиозные лидеры некоторых католических школ южного Уэльса объявили протест против проведения «Дня Красного Носа». Они мотивировали это тем, что часть денег из благотворительного фонда «Разрядки смехом», якобы, идёт на финансирование проведения абортов в странах Африки.

## Интересные факты
- В 2001 году «Разрядка смехом» предложила британской писательнице Джоан Роулинг написать «что-нибудь во имя добра». Роулинг согласилась и в достаточно короткий срок (в перерыве между четвёртой и пятой книгами о «Гарри Поттере») сочинила два произведения: «Квиддич с древности до наших дней», а также «Фантастические звери и места их обитания». Её благое начинание принесло £15 000 000, причём около 80 % этой суммы пошло на помощь детям[10].
- Во время проведения «Дня красного носа» клоунские носы надеваются даже на лондонские памятники. Самыми оригинальными «красными носами», которые использовались «Разрядкой смехом» для привлечения внимания общественности, были: нос для кабины вертолёта, нос-набалдашник для винта лёгкого спортивного самолёта, нос-кабинка колеса обозрения «Лондонский Глаз», гигантский поролоновый нос — символ мероприятий 2007 года.
- В 2017 году был снят короткометражный художественный фильм в поддержку благотворительной акции — «День красных носов»[11], который является сиквелом к романтической рождественской комедии «Реальная любовь» (2003) с теми же актерами.

## Аналогичные организации за пределами Великобритании

### В США
В США также существует «Разрядка смехом». Эта организация была основана в 1986 году Бобом Змудой.
Американской «Разрядке смехом» удалось собрать порядка 50 миллионов долларов, которые пошли на медицинскую помощь бездомным Соединённых Штатов. Организацию поддерживают известные американские киноактёры Робин Уильямс, Билли Кристалл) и Вупи Голдберг.
18 ноября 2006 года была устроена благотворительная акция по сбору пожертвований в помощь пострадавшим от урагана «Катрина».

### В Австралии
В 1988 году концепция «Дня красного носа» была взята на вооружение австралийской благотворительной организацией SIDS and Kids. Основной целью было накопление денежных средств для финансирования исследований синдрома внезапной смерти у младенцев. С тех пор «День красного носа» в Австралии проводится ежегодно каждую последнюю пятницу июня.
Также была основана австралийская «Разрядка смехом». 40 % денежного фонда этой организации планируется потратить на благотворительность в Австралии и столько же в странах Азиатско-Тихоокеанского региона.
Вместо красных носов австралийцы покупают красные браслеты. Первый телемарафон был проведён 6 ноября 2005 года на каналах телесети Seven Network. По телевидению транслировались комедии вперемежку с призывами внести благотворительные пожертвования. Согласно данным веб-сайта организации, тогда удалось выручить порядка 800.000 австралийских долларов. Следующий телемарафон состоялся 27 ноября 2006 года. Мероприятия прошли под лозунгом: «50 лет улыбок» (как раз в этом году австралийское телевидение отметило 50-летний юбилей). В телемарафоне участвовали такие австралийские знаменитости, как Аманда Келлер, Майки Роббинс, Ugly Dave Grey и Деррин Хинч, интервьюировавший Кайли Моул.

### В Германии
Немецкая телекомпания Pro 7 предложила проводить праздник, подобный «Дню красного носа», в Германии. На вырученные деньги было предложено финансировать организации PowerChild, Deutsche Kinder und Jugendstiftung и Comic Relief. С 2003 года в Германии ежегодно проводится свой «День красного носа».